# Georges Rozet
Pour les articles homonymes, voir Rozet.
Georges Rozet (Cluny, 26 août 1871 - Mâcon, 29 décembre 1962), ancien élève de l'École normale supérieure (Lettres), est un journaliste et écrivain français. Il est l'auteur d'ouvrages sur le vin et l'œnologie, sur diverses régions touristiques de France et du Maghreb ainsi que sur l'histoire locale de Mâcon.
Une rue porte son nom à Mâcon; la plaque le qualifie d' "Historiographe de la Bourgogne et de Mâcon". 

## Publications
- " Publications du Centenaire de l'Algérie ", 7 fascicules, Édités par Horizons de France, Paris, 1929
- Le Grand Désert et la Route du Niger, Publications du centenaire de l'Algérie, Fascicule N°1, Édité par Horizons de France, Paris, 1929.
- Bourgogne, Tastevin en main, Horizons de France, Paris, 1949.
- La Confrérie des Chevaliers du Tastevin. Historique, scènes et tableaux, Mâcon, Protat, 1937. Histoire de cette confrérie bachique née à Nuits-Saint-Georges en 1934.
- La Confrérie des Chevaliers du Tastevin, Paris, Éditions E.P.LC., 1950.
- Les Opinions gourmandes de M. Jérôme Coignard, édition Baudelot & Cie, 1937 - illustrations par Auguste Leroux (qui avait illustré La Rôtisserie de la reine Pédauque d'Anatole France Paris, Pelletan, 1911).